# Pierre Delaunay-Deslandes
Pour les articles homonymes, voir Delaunay.
Pierre Delaunay-Deslandes, né le 21 mai 1726 à Vergoncey et mort le 10 décembre 1803 à Chauny, est un industriel français, directeur de la manufacture royale des glaces de Saint-Gobain.

## Biographie
Après un passage chez les oratoriens, Pierre Delaunay-Deslandes est admis à l'école des ponts et chaussées et s'installe à Saint-Gobain en 1752. Il devient le directeur général de la manufacture royale des glaces de Saint-Gobain en 1758 et prend sa retraite en 1789. Il en perfectionne les fourneaux pour économiser le bois, les rend apte à utiliser la houille, supprime le soufflage, avec lequel on ne pouvait faire de glaces de très grandes dimensions, et étendit le coulage à 2 707 mètres.
Il est l'auteur d'un Historique de la fabrication des glaces, achevé en 1800.

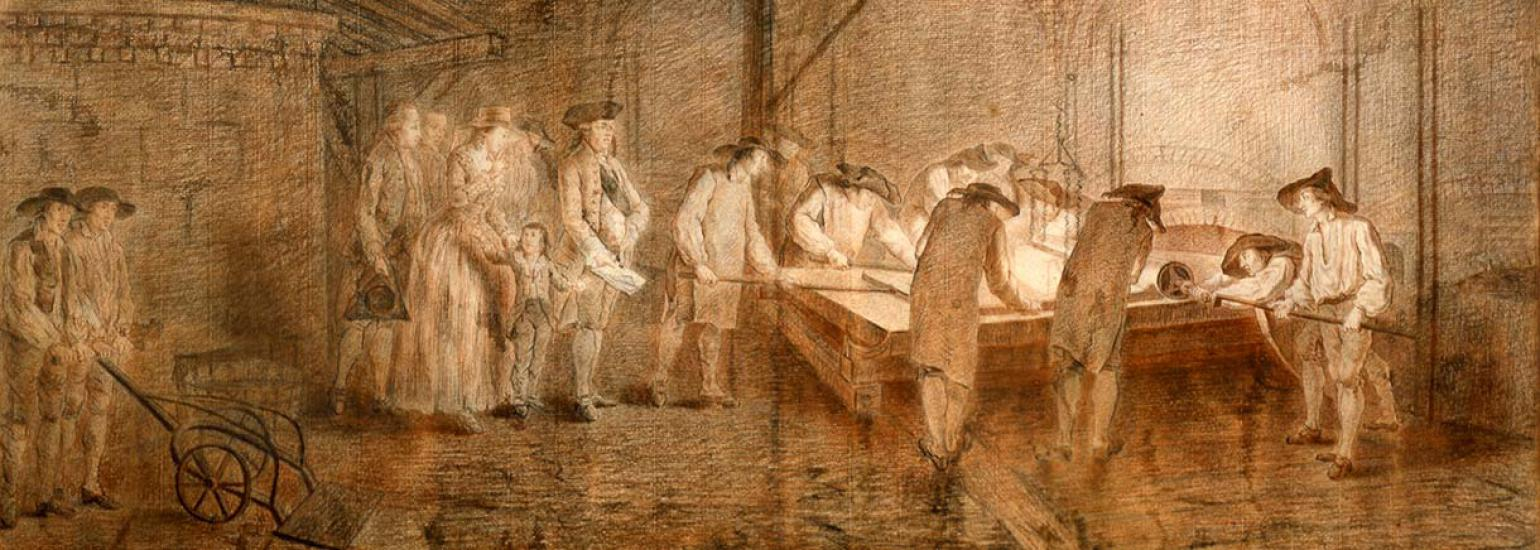
Coulée d'une glace à Saint-Gobain en présence du directeur Pierre Delaunay-Deslandes, au centre (vers 1780).

Il épouse Mlle Le Sérurier, fille de Josias Léger Le Serurier (1725-1809), négociant à Saint-Quentin. Son épouse est la nièce de Nicolas-Jacques Camusat de Bellombre, la belle-sœur du maire Joseph-Marie Néret (1747-1823) et la tante de Josias et Félix Le Sérurier.
Il est anobli par Louis XV en 1773 et fait chevalier de l'ordre de Saint-Michel par Louis XVI en 1775.

## Sources
- Ch. Debrozy et Th. Bachelet, Dictionnaire général de biographie et d'histoire, Delagrave, éditeur, Paris, 1880, p. 760
- Le Héricher, Annuaire de la Manche, 1861